# The Adventures of Huckleberry Finn (1939)
The Adventures of Huckleberry Finn is een film van Paramount uit 1939 onder regie van Richard Thorpe. De film is gebaseerd op een roman van Mark Twain.

## Rolverdeling
| Acteur           | Personage        |
| ---------------- | ---------------- |
| Mickey Rooney    | Huckleberry Finn |
| Walter Connolly  | koning           |
| William Frawley  |                  |
| Rex Ingram       | Jim              |
| Lynne Carver     | Mary Jane        |
| Jo Ann Sayers    | Susan            |
| Minor Watson     | Captain Brandy   |
| Elisabeth Risdon | widow Douglas    |
| Victor Kilian    | 'Pap' Finn       |
| Clara Blandick   | Miss Watson      |

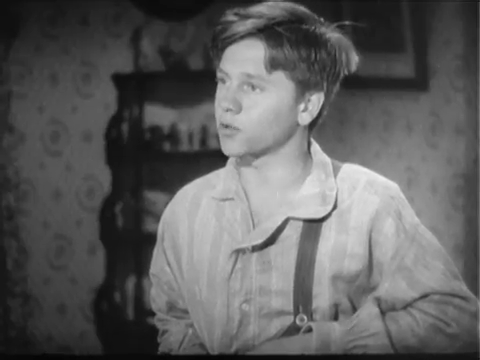
Mickey Rooney als Hucleberry Finn
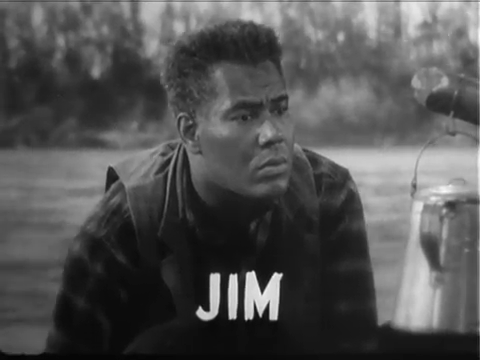
Rex Ingram
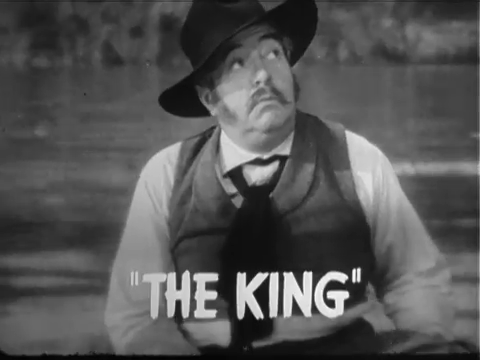
Walter Connolly
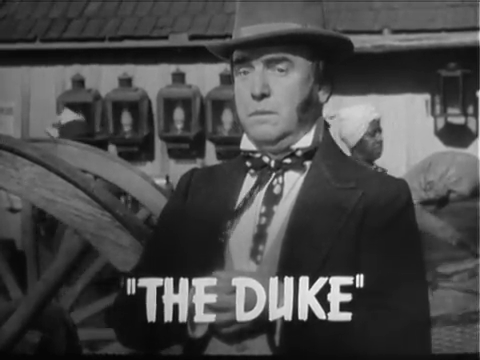
William Frawley